# Stella Hartshalt-Zeehandelaar
Stella Hartshalt-Zeehandelaar (Amsterdam, 11 november 1874 - Merano (Italië), 5 maart 1936) was een Nederlandse feministe en goede penvriendin van de Javaanse Raden Adjeng Kartini.

## Levensloop
Zeehandelaar zette zich in voor de zwakke en lijdende vrouw als secretaresse van het Comité voor Moederbescherming en Seksuele Hervorming. Ze pleitte voor meer respect voor ongehuwde moeders. Zeehandelaar hoopte op een volle vrijmaking der vrouw. In 1899 plaatste de Javaanse feministe Kartini een oproep in 'De Hollandsche Lelie', de voorloper van de Viva. Kartini zocht met haar oproep een correspondentievriendin in Nederland, om 'wrijving en uitwisseling van gedachten te hebben'. Zeehandelaar reageerde en een langdurige briefwisseling ontstond. Beide vrouwen hadden progressieve ideeën en pleitten voor koloniale hervormingen en de positie van vrouwen.